# ماثيو ستوفر
ماثيو ستوفر (بالإنجليزية: Matthew Stover)‏ (29 يناير 1962، دانفيل في الولايات المتحدة)؛ كاتب وروائي أمريكي.